# Piedra Grande (Venezuela)
Pour les articles homonymes, voir Piedra Grande.
Piedra Grande est la capitale de la paroisse civile de Piedra Grande de la municipalité de Democracia de l'État de Falcón au Venezuela.